# Andrena legata
Andrena legata är en biart som beskrevs av Nurse 1904. Andrena legata ingår i släktet sandbin, och familjen grävbin. Inga underarter finns listade i Catalogue of Life.